# Festival de Cannes 2008
Festival de Cannes 2008 foi a sexagésima primeira edição do Festival de Cannes realizada de 14 a 25 de maio de 2008. Além dos filmes selecionados para a competição neste ano, grandes produções de Hollywood como Indiana Jones eo Reino da Caveira de Cristal e Kung Fu Panda tiveram suas estreias mundiais no festival.
O festival abriu com Blindness, dirigido por Fernando Meirelles e fechado com What Just Happened, dirigido por Barry Levinson.